# Cloniophorus vittiger
Cloniophorus vittiger là một loài bọ cánh cứng trong họ Cerambycidae.